# Srednja vas pri Kamniku
Srednja vas pri Kamniku este o localitate din comuna Kamnik, Slovenia, cu o populație de 214 locuitori.